# Aartshertog

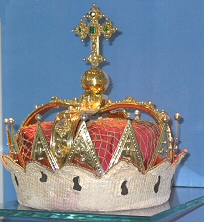
Kroon van de aartshertog van Oostenrijk

Gestileerde afbeelding van de aartshertogelijke kroon

Aartshertog (Duits: Erzherzog, vrouwelijk Erzherzogin) was de titel van de prinsen van het keizerlijk huis van Oostenrijk. Het vrouwelijke equivalent is aartshertogin. Vanaf de 16e eeuw is het de traditionele titel van de leden van de huizen Habsburg en Habsburg-Lotharingen. Dit huis is verbonden met de geschiedenis van Oostenrijk. Het regeerde tot de val van de Donaumonarchie in 1918.
De titel wordt ook nu nog gedragen en gebruikt. Kinderen uit morganatische huwelijken zijn geen aartshertogen, maar graaf of gravin van Habsburg.
Men spreekt in dit verband ook van het "Aartshuis Oostenrijk" en het "Aartshuis Habsburg".
In België zijn er twee takken opgenomen in de Belgische adel, als prinsen de Habsbourg Lorraine, voor alle afstammelingen. De stamvaders zijn Karel Christiaan en zijn broer Rudolf van Oostenrijk.
Ook de koning van Spanje is een aartshertog van Oostenrijk maar hij gebruikt deze titel niet.